# Opperste Sovjet van de Kirgizische Socialistische Sovjetrepubliek
De Opperste Sovjet van de Kirgizische Socialistische Sovjetrepubliek (Kirgizisch: Кыргыз ССРинин Жогорку Совети, Kirgiz SSRinin Jogorkoe Soveti) was de benaming van de opperste sovjet (wetgevende vergadering met bepaalde uitvoerende bevoegdheden) van genoemde sovjetrepubliek en bestond van 1938 tot 1994. In laatstgenoemd jaar werd zij vervangen door de Opperste Raad van Kirgizië (die louter wetgevende bevoegdheden kent). Verkiezingen voor de Opperste Sovjet vonden om de vijf, later om de vier jaar plaats en het parlement kwam twee sessies per jaar bijeen. De laatste verkiezingen voor de Opperste Sovjet vonden in 1989 plaats.
Tussen de zittingen van de Opperste Sovjet in, nam het Presidium van de Opperste Sovjet het dagelijks bestuur waar. De voorzitter van het Presidium was het hoofd van de Kirgizische SSR. Het Presidium werd in 1990 ontbonden en de bevoegdheden van de voorzitter van het Presidium werden overgeheveld naar de voorzitter van de Opperste Sovjet.

## Voorzitters (van het Presidium) van de Opperste Sovjet
| Voorzitter                            | Begin termijn    | Einde termijn    |
| ------------------------------------- | ---------------- | ---------------- |
| Asanali Toloebajev                    | 19 juli 1938     | 22 maart 1943    |
| Moldogazi Tokobajev                   | 22 maart 1943    | 14 november 1945 |
| Torobay Kulatovich Kulatov            | 14 november 1945 | 25 augustus 1978 |
| Soeltan Ibraimovitsj Ibraimov         | 25 augustus 1978 | 22 december 1978 |
| Andrei Andrejevich Boess              | 22 december 1978 | 10 januari 1979  |
| Arstanbek Doejsjejevitsj Doejsjejev   | 10 januari 1979  | 14 januari 1981  |
| Temirbek Choedajbergenovitsj Kosjojev | 14 januari 1981  | 6 augustus 1987  |
| Tasjtanbek Akmatovitsj Akmatov        | 6 augustus 1987  | 10 april 1990    |
| Absamat Masalijevitsj Masalijev(a)    | 10 april 1990    | 1990             |
| Medetkan Sjerimkoelov(a)              | 1990             | 3 september 1994 |
| (a): Voorzitter Opperste Sovjet.      |                  |                  |
| Bron: WSM                             |                  |                  |